# Тразимунд II (герцог Сполето)
Тразимунд II (Транзамунд II; лат. Thrasimund II, Thransamund II; умер в 745) — герцог Сполето (724—739, 740—742 и 744—745); сын Фароальда II.

## Биография
Тразимунд II стал герцогом Сполето около 724 года, после того, как поднял мятеж против отца, сверг его и поместил в монастырь.
В 737 или 738 году Тразимунд захватил крепость Галлезе, принадлежавшую римскому дукату, тем самым нарушив коммуникацию между Римом и Равенной. Папа Григорий III предложил плату за возврат Галлезе и заключение мирного договора между римским дукатом и лангобардами. Тразимунд согласился на предложенные папой условия и передал Риму Галлезе. Однако, лангобардский король Лиутпранд отказался признавать этот договор, противоречивший его личным интересам, и объявил Тразимунда предателем. Затем он вторгся со своей армией в пределы Сполетского герцогства, взял Сполето 16 июня 739 года и назначил Хильдерика новым герцогом. Тразимунд смог бежать в Рим, чтобы искать защиты у папы Григория III, и нашёл её у него. Захватив Сполето, король потребовал выдать ему Тразимунда, но папа и римское войско, во главе которого в сане римского дукса стоял экс-патриций Стефан, отказались выдать Лиутпранду Тразимунда. Узнав об этом отказе, Лиутпранд вторгся в пределы римского дуката и занял города Амелию (Амелиа), Горту (Орте), Полимарциум (Бомарцо) и Бледу (Блера), оставил в них свои гарнизоны, затем, не осаждая Рим и не разграбляя базилику святого Петра, вернулся в августе 739 года в Павию.
Вскоре после ухода Лиутпранда из римского дуката папа и герцог Беневенто Годескальк предоставили в распоряжение Тразимунда свои войска, чтобы тот смог отвоевать свои владения. В декабре 740 года Тразимунд занял Сполето и убил Хильдерика. Однако, вернув себе герцогство, он отказался помочь папе отвоевать четыре захваченных Лиутпрандом города. Тогда же Лиутпранд стал готовиться к новому походу на Сполето и Рим. Видя, что ему грозит большая опасность, папа обратился за помощью к майордому франков Карлу Мартеллу, но тот решил не вмешиваться в конфликт.
После смерти Григория III в ноябре 741 года король Лиутпранд обратился к его преемнику Захарию с предложением вернуть ему захваченные города при условии, что папа откажется от всех соглашений с Тразимундом, а римские войска присоединятся к королевским для низвержения непокорного герцога. Захарий согласился на этот союз и объявил Тразимунда мятежником. В 742 году Лиутпранд со своей армией вступил в пределы Сполетского герцогства. В лесу между Фанумом (Фано) и Форумом Симфронии (Фоссомброне) его атаковали объединённые силы сполетцев и византийцев, которые смогли нанести королевской армии существенный урон. Только действия арьергарда во главе с фриульским герцогом Ратхисом и его братом Айстульфом смогли спасти Лиутпранда от поражения. После этого сражения король лангобардов продолжил наступление на Сполето и, при помощи предоставленных папой войск, принудил Тразимунда сдаться и постричься в монахи. Новым герцогом Сполето Лиутпранд назначил своего племянника Агипранда.
После смерти Лиутпранда в 744 году, во время краткого правления его сына Гильдепранда, Тразимунд вновь захватил власть в Сполетском герцогстве. Однако уже в 745 году в качестве герцога Сполето упоминается Луп. Обстоятельства перехода власти от Тразимунда к Лупу и смерти Тразимунда неизвестны.